# Hypsiboas dentei
Espèce
Synonymes
- Hyla dentei Bokermann, 1967

Statut de conservation UICN

 LC  : Préoccupation mineure
Hypsiboas dentei est une espèce d'amphibiens de la famille des Hylidae.

## Répartition
Cette espèce se rencontre jusqu'à 200 m d'altitude en Guyane et en Amapá au Brésil,.

## Étymologie
Cette espèce est nommée en l'honneur d'Emilio Dente.

## Publication originale
- Bokermann, 1967 : Nova especie de Hyla do Amapa (Amphibia, Hylidae). Revista Brasileira de Biologia, vol. 27, no 1, p. 109-112.